# الشارقة (تريم)

'

تعديل مصدري - تعديل

الشارقة هي إحدى قرى عزلة تريم بمديرية تريم التابعة لمحافظة حضرموت، بلغ تعداد سكانها 358 نسمة حسب تعداد اليمن لعام 2004.